# تالار شهر کرایست‌چرچ
تالار شهر کرایست‌چرچ، که از سال ۲۰۰۷ به‌طور رسمی به عنوان تالار هنرهای نمایشی کرایست‌چرچ شناخته می‌شود، در سال ۱۹۷۲ افتتاح شد. کریست‌چرچ، مرکز برتر هنرهای نمایشی نیوزیلند است. این مکان در کرانه رود آون مشرف به میدان ویکتوریا، روبروی محل سابق تخریب شده مرکز همایش‌های کرایست چرچ واقع شده‌است. به‌دلیل خسارت قابل توجهی که در جریان زلزله کریست‌چرچ در فوریه ۲۰۱۱ وارد شد، تا سال ۲۰۱۹ تعطیل بود. کارمندان شورا شهر در ابتدا تخریب همه موارد به غیر از سالن اصلی را توصیه کردند، اما در جلسه‌ای در نوامبر ۲۰۱۲، این شورا به بازسازی کل سالن رای داد. در سال ۲۰۲۰، تالار شهر به عنوان یک ساختمان میراث دسته اول ثبت شد.

## تاریخچه
اولین تالار شهر در کریست‌چرچ در نبش خیابان هرفورد و میدان کلیسای جامع ساخته شد، از آنجا به خیابان سامنر (از زمان تغییر نام آن به‌ «های استریت») دید دارد. از ایوان آن برای تجمعات انتخاباتی استفاده می‌شد.

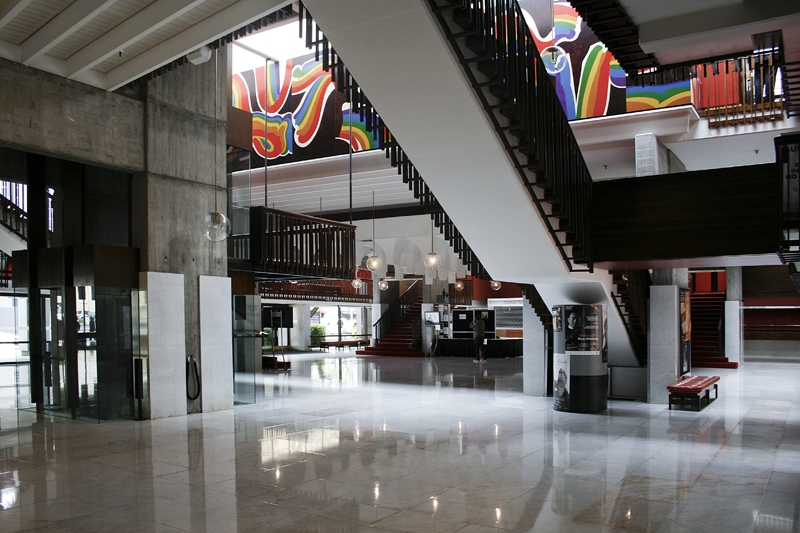
سرسرای سالن شهر کریست‌چرچ